# Olja och gas i Albanien
Albanien är ett av de fattigaste länderna i Europa. Sett ur ett annat perspektiv har Albanien stora olje- och gasreserver som kan göra landet till ett av Europas rikaste per capita.
Albaniens historia som har med olja att göra går tillbaka tusentals år i tiden då romarna utvann bitumen för att kunna driva sina skepp.
Olje- och gasfält upptäcktes i Albanien under första världskriget men tog fart efter andra världskriget. Standard Oil och Anglo-Persian Oil Company (i dag BP) bidrog till utvecklingen av Albaniens olje- och gasindustri.
I och med den italienska annekteringen av Albanien i de båda världskrigen hade ockupanterna full kontroll över oljeverksamheten och täckte en tredjedel av Italiens oljebehov. I det kommunistiska Albanien fick oljeproduktionen sin höjdpunkt under 1970-talet men har sedan dess minskat kraftigt.
De albanska olje- och gasfälten finns huvudsakligen i den västra och sydvästra delen av landet. Albaniens olje- och gasfyndigheter är också några av Europas största.
Albaniens olje- och gasfält har bra förutsättningar för produktionsutveckling. De senaste årens oljeprisökning på den internationella marknaden har lett till ett förnyat intresse för albansk oljesektor. Landet tar ut något lägre skatt än andra utvecklingsländer och mer av vinsterna hamnar hos oljeföretagen.
Den schweiziskbaserade Manas Petroleum (MNAP) tillkännagav ha funnit 3 miljarder ton fat olja och 3 biljoner kubikfot naturgas. Det är mycket olja.
Albansk råolja exporteras främst till Italien, Spanien och Malta. Även om Albanien har kapacitet för raffinering av råolja är dess teknologi sedan länge omodern. En stor andel albansk råolja måste vidareraffineras i utlandet. Som så importerar Albanien stora kvantiteter av biprodukter för att raffinera sin råolja och täcka sitt inhemska behov.
Utvinning och utveckling av olja i Albanien regleras av albansk lag. Alla oljefyndigheter som finns inom landet är den albanska statens egendom. Ministeriet för energi och industri har enligt lag rätt till att ingå i avtal med oljeföretag  för att bevilja dessa exklusiv rätt till utvinning och utveckling av olja.
Den transadriatiska gasledningen är för närvarande under konstruktion och när den är klar kommer den att spela en stor roll i att utveckla vidare landets energisektor. Den joniskadriatiska gasledningen är ett förslag på en annan gasledning som skulle löpa från Fieri i Albanien till Split i Kroatien, vilket vore ett tillskott för de bägge ländernas energisektorer.